# Gloob
Gloob (lê-se: Glubi) é um canal de televisão por assinatura brasileiro que foi lançado no dia 15 de junho de 2012, direcionado ao público infantil. Pertence à Globo, empresa do Grupo Globo que em 2020, unificou a TV Globo, o Globo.com, Gestão Corporativa e a Globosat (hoje chamada de Canais Globo).
Seu nome é um anagrama da palavra Globo, invertendo a letra "O" antes do "B". Também transmite sua programação em high definition (HD) em versão simulcast (SD). 

## História

### Antecedentes
No final de 1995, foi anunciado que a Globosat estaria fazendo acordos com a News Corporation, para trazer alguns canais para o país. Dentre eles, estava o ESPN International, Fox News Channel e Fox Kids. A data de estreia do canal infantil estava prevista para o mês de junho de 1996, porém apenas o USA Network, canal de filmes da empresa, foi lançado com o Fox Kids, sendo lançado em novembro pela própria Fox.
Em junho de 2012, devido a uma audiência considerada baixa de programas infantis na TV aberta, foi anunciado o fim das exibições durante a semana da TV Globinho. O programa infantil deu lugar ao projeto de um programa direcionado ao público feminino na parte da manhã, comandado pela jornalista Fátima Bernardes e nomeado de Encontro. Com isso, as Organizações Globo (atual Grupo Globo) iniciaram a criação do primeiro canal infantil da Globosat, para conseguir "migrar" o público do extinto programa para o canal, e também entrar no mercado dos canais infantis na TV paga que tem uma audiência superior e melhor faturamento, por serem canais segmentados.

### Inauguração
O canal havia sido marcado para ser lançado em 1 de junho de 2012, porém foi adiado com o lançamento ocorrendo em 15 de junho de 2012, nas operadoras NET, Claro TV, Vivo TV, CTBC TV, Oi TV, GVT TV e Sky, esta última oferecido unicamente na versão de alta qualidade. Após pedidos do público, a operadora incluiu o canal em sua versão padrão no final de 2012.

## Programas
O canal apresenta animações e seriados estrangeiros, além de coproduções e parcerias com produtoras brasileiras, sendo que futuramente irá transmitir game-shows, reality-shows, além de live-actions. Segundo Paulo Marinho, diretor-geral, o canal não iria transmitir animes japoneses. No início, a Globosat planejou comprar programas da TV Cultura, como o renomado Castelo Rá-Tim-Bum, entre outros, porém as negociações não foram adiante.
Nos primeiros anos, em sua maioria foi composto por animações europeias como: Vida de Galinha, Fish & Chips, Chaplin, Sandra, a Detetive Encantada, Robôs Invasores, e alguns seriados Anjo da Guarda, Meus Amigos Monstros e É Isso Aí, Javali!. O canal também conta com reprises de animações clássicas como Smurfs, Popeye, Caverna do Dragão, He-Man e os Mestres do Universo e She-Ra: A Princesa do Poder. Atualmente concentra-se mais na produção própria de seus seriados e desenhos animados próprios como: Bugados, Detetives do Prédio Azul, Escola de Gênios, Gaby Estrella, Osmar, a Primeira Fatia do Pão de Forma, SOS Fada Manu e Tronquinho e Pão de Queijo. O canal também continua a se concentrar em novas aquisições de desenhos animados de personagens mais conhecidos tais como Miraculous: As Aventuras de Ladybug, LoliRock, Angry Birds, Thunderbirds, Pac-Man e as Aventuras Fantasmagóricas, Zorro, Power Players e Chica Vampiro.                                            
O canal também já apresentou a versão de 2001 do Sítio do Picapau Amarelo, juntamente com o Canal Futura, também operado pela Globosat. Em 8 de janeiro de 2020 estreou o Rolê Gloob de Férias, o primeiro game show do canal por Pedro Motta e Nicole Orsini.
Em 2023, o canal estreou em setembro como Taffy, Theodosia, e outubro estreou Tara Duncan.
O canal já adquiriu os direitos de exibição das temporadas 20 a 22 de Pokémon, que estrearam em 9 de abril de 2024. Pokémon é o primeiro anime japonês a ser exibido no Gloob, vários anos depois de Paulo Marinho, o diretor-geral, dizer que o canal não iria transmitir animes.
Em 2024, o canal estreou ás séries originais da Globoplay como Acampamento de Magia para Jovens Bruxos que estreou em 12 de abril, e O Dia em que a Minha Vida Mudou estreou em 6 de maio, juntamente na plataforma. O canal adquiriu os direitos de exibição da série da Nickelodeon América Latina, Kally's Mashup, que estreou em 7 de outubro.

## Audiência
Em dezembro de 2012, o canal alcançou a posição de número 48ª dentre os canais mais vistos da TV paga no Brasil. Em 2013, o canal pulou para o 35ª lugar no ranking nacional destes canais e conseguiu 70% na audiência dentre os canais infantis no horário nobre. Durante o período de exibição do horário eleitoral gratuito na TV aberta, o Gloob chegou a crescer 183% de audiência entre 13h às 13h50 dos dias 18 e 28 de agosto de 2014. Um desses reflexos foi o primeiro lugar (dentre os canais infantis) conquistado pela série Detetives do Prédio Azul exibido em 31 de outubro. No total mensal de novembro de 2014, o canal permaneceu entre os dez canais mais vistos da TV paga e no terceiro lugar entre os canais mais assistidos pelo público infantil.
Em 2019, a estreia da primeira sitcom infantil brasileira, Bugados, deixou o canal em 1º lugar na TV paga no horário de exibição em 6 episódios, e levou-o ao segundo lugar entre os canais para o público infantil.

## Identificação

### Logotipo

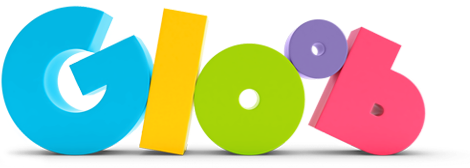
2012–2017

Em 12 de janeiro de 2012, a antiga Globosat, hoje Canais Globo, liberou o logotipo do canal, com a cartela de cores, texturas e formas geométricas representando o divertimento, estimulante e curioso, trazendo formas geométricas e sólidas como blocos lógicos de madeira. Em entrevista, o gerente de Criação de Arte da Globosat, Manuel Falcão, afirmou que "As letras do nome estão em aparente desequilíbrio e com tamanhos desproporcionais entre si. Isso foi proposital, e expressa toda a personalidade alegre, colorida, curiosa, brincalhona e, quando animada, a irreverência da criança brasileira", disse ele. Em 2017, ganhou mais uma nova marca, desta vez com apenas uma cor, a qual varia de acordo com a aplicação. Junto dela, novas vinhetas para o canal tambem foram criadas. Essa campanha ganhou o prêmio ouro na categoria Melhor Logomarca pela PromaxBDA Latin America em 2012.

### Slogans
- 2012-2018: É o nosso mundo!
- 2018-presente: Juntaê!